# Katel
Pour les articles homonymes, voir Katell et Lohier.
 (octobre 2022).
Si vous disposez d'ouvrages ou d'articles de référence ou si vous connaissez des sites web de qualité traitant du thème abordé ici, merci de compléter l'article en donnant les références utiles à sa vérifiabilité et en les liant à la section « Notes et références ».
Katel, de son vrai nom Karen Lohier, est une chanteuse française, révélée au public en 2006 par un titre interprété en duo avec Yann Tiersen, la Rade.

## Parcours musical
Jusqu'en 2002, Katel était l'une des deux chanteuses du groupe Dun Leia avec Skye.
Elle sort fin 2006 un EP de huit titres, Raides à la ville, chez Olympic Disk, distribué par Wagram avant de signer chez V2 dans le courant de l'année 2007. 
Cette signature doit conduire à la sortie d'un album dans un format plus classique comportant trois titres supplémentaires, à savoir une reprise de Human Behaviour de Björk, deux nouvelles versions de morceaux déjà présents sur l'EP (One Day avec le groupe au complet et Quel animal vit... réenregistré avec Nosfell et Pierre Le Bourgeois), ainsi que le chant Dimanche évoquant l'apathie post-élection présidentielle du peuple français. La sortie de cette seconde version est prévue pour la rentrée 2007, mais le rachat de V2 par Universal Music retarde cette seconde sortie. Elle n'aura finalement lieu qu'en numérique. 
Katel en profite pour sillonner la France ainsi que la Belgique, la Suisse, l'Allemagne, La Réunion, la Tunisie, le Maroc, l'Algérie et le Canada. Elle joue à un public de plus en plus large ses chansons tantôt rocks tantôt folks. 
L'année 2009 la voit de retour aux studios avec son groupe composé de Nicolas Marsanne à la guitare, Julien Grasset à la basse, Charles-Antoine Hurel à la batterie, et Jean-Baptiste Julien aux claviers. Elle investit les mythiques studios Labomatic de Bénédicte Schmitt et Dominique Blanc-Francard afin d'enregistrer son nouvel album intitulé Décorum qui sort le 26 avril 2010 chez Polydor (Universal). L'album est suivi d'une nouvelle tournée jusqu'en 2011.
En 2012, elle réalise le premier album solo de Maissiat, Tropiques, et l'accompagne en tournée à la guitare, la basse, les claviers et les chœurs.
Elle devient également bassiste, claviériste et guitariste de Fiodor Dream Dog, groupe de la batteuse Tatiana Mladenovitch (Bertrand Belin)
En 2013, elle rejoint JOY, groupe belge emmené par l'ex-chanteur et compositeur du Venus, Marc A. Huyghens, et Françoise Vidick. Ils élaborent l'album All the Battles, produit ensuite par John Parish (PJ Harvey). L'album sort le 3 octobre 2014 en Belgique et le 6 octobre 2014 en France.
En 2014, elle co-réalise le second album de Robi, La Cavale, et l'année suivante enregistre et dirige les sessions de voix du nouvel album de Maissiat, Grand Amour.
Elle travaille en même temps à l'écriture de son troisième album, Élégie, qu'elle enregistre et mixe en quasi solitaire pour qu'il soit au plus près ce qu'elle souhaite. L'album est écrit à l'ombre d'une séparation amoureuse et surtout de la perte violente d'une mère qui a choisi de partir. Il s'agit d'un chant de deuil, traversé de rayons lumineux, tourné vers le désir de vivre.[réf. nécessaire]
Un premier titre, Cyclones, sort le 24 février 2016, accompagné d'un clip fait d'images d'archives familiales, montées par Robi. Élégie sort le 8 avril 2016. Il obtient l'un des quinze Coups de Cœur 2017 décernés par le groupe Chanson de l'académie Charles-Cros le 14 avril 2017 au théâtre de Pézenas dans le cadre du Printival Boby Lapointe.
Après Polydor, Katel monte son label, À L'Aphélie, et signe en licence sur le Label At(h)ome (Arman Mélies, La Maison Tellier, Robi, Clarika...).[réf. nécessaire]
En 2018, elle fonde avec Robi et Émilie Marsh le label FRACA !!! destiné à sortir leurs propres albums et ceux d'autres artistes. Un des objectifs affichés de ce label engagé est de lutter contre la faible représentation des femmes à certains postes de l'industrie musicale. Elle réalise par ailleurs les deux premiers albums sortis sur le label (Émilie Marsh, Angèle Osinski).

## Discographie

### Albums studio
- 2003 : Katel (auto-produit)
- 2008 : Raides à la ville (V2 Music)
- 2010 : Decorum (V2 Music)
- 2016 : Élégie (À l'Aphélie Productions / Label At(h)ome)
- 2021 : Mutants merveilles (Fraca !!!)

## Autres collaborations
- À chacun sa place : Livre + CD audio (Katel - La Bouche) -  (ISBN 978-2-917817-00-1) - (éditions) La Contre allée 2008.
- 2013: Maissiat - Tropiques (en tant que réalisatrice)
- 2014: JOY - All the Battles
- 2015: Robi - La Cavale
- 2016: Maissiat - Grand Amour
- 2019 : Angèle Osinski - À l'évidence (réalisatrice)
- 2019 : Émilie Marsh - Émilie Marsh (réalisatrice)
- 2020 : François Puyalto - 44 (chœurs)